# NEC µPD751
Der NEC µPD751 war der erste in Japan entwickelte und hergestellte Ein-Chip-Mikroprozessor.
Nippon Coca-Cola gab Sharp den Auftrag zur Herstellung von portablen Kreditkartenlesegeräten (Handheld POS-Terminal mit dem Code-Namen BillPet).
Sharp jedoch benötigte für diese Geräte Mikroprozessoren und wandte sich Anfang 1971 an NEC, die diese entwickeln und herstellen sollten.
Heraus kam Anfang Dezember 1971 ein 4 Bit Zwei-Chip-Mikroprozessor bestehend aus den Schaltkreisen µPD707 und µPD708.
Währenddessen hörten die Entwickler vom Intel 4004 und entschlossen sich aus den µPD707 und µPD708 einen Ein-Chip-Mikroprozessor zu entwickeln, der die Bezeichnung µPD751 (µCOM-4) bekam. 
Daten:
- Erschienen: 1973
- Datenbus: 4 Bit
- Adressbus: 12 Bit

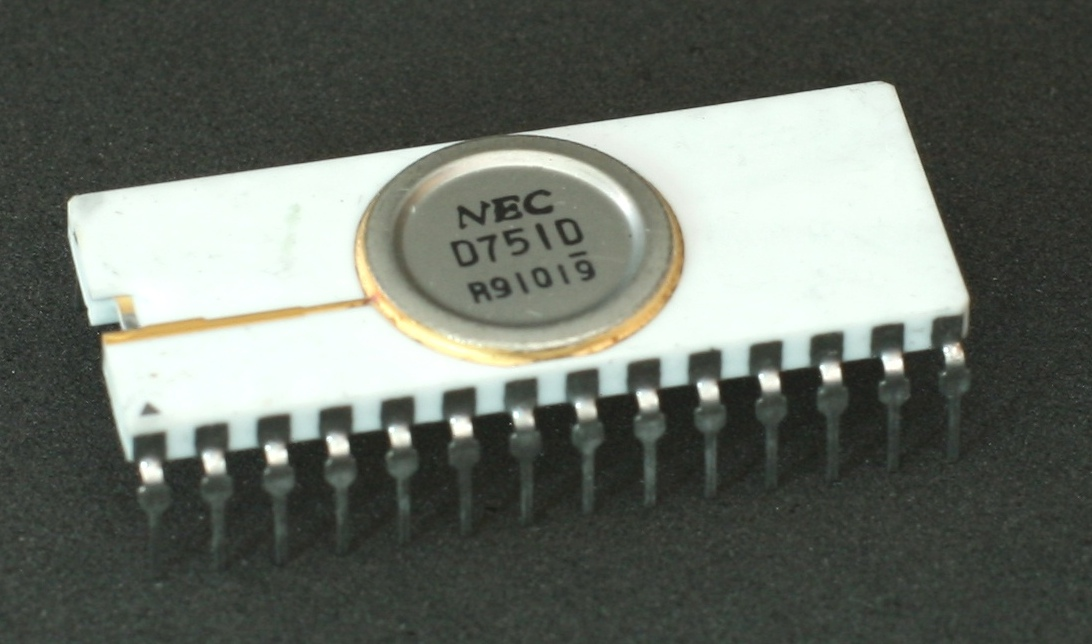
Frühe Version des µPD751

- Betriebsspannungen: −5 V, +5 V, 12 V
- Fertigungstechnik: NMOS, ? µm
- Transistoranzahl: 2500
- Anzahl Instruktionen: 55
- Taktfrequenz: bis 1 MHz
- Gehäuse: Plastik-DIP, Keramik-DIP mit 28 Pins

Das µCOM-4 bestand aus folgenden Bausteinen:
- µPD751: 4 Bit CPU
- µPD752: 8 Bit I/O-Ports
- µPD757: Tastatur und Bildschirm Controller
- µPD758: Drucker Controller